# Arthur Edmund Carewe
Arthur Edmund Carewe (ur. 30 grudnia 1884 w Trabzonie, zm. 22 kwietnia 1937) – amerykańsko-ormiański aktor filmowy. Jego aktywność zawodowa przypadała na epokę kina niemego i wczesnych lat epoki kina dźwiękowego. 
Urodził się jako Hovsep Hovsepian w  Trabzon w zamożnej ormiańskiej rodzinie na terenie ówczesnego Imperium osmańskiego. Jego ojciec zmarł w 1882 roku. Po śmierci ojca rodzina musiała emigrować z kraju w związku z masakrą Ormian, do jakiej doszło na terenie imperium.
Ostatecznie, wraz z braćmi i matką, osiedlili się w USA. Tam założyli firmę zajmującą się sprzedażą dywanów i mebli. Hovsep, marzący o karierze aktorskiej, ukończył American Academy of Dramatic Arts w Nowym Jorku. W 1910 roku przyjął pseudonim Arthur Edmund Carewe i rozpoczął występowanie na deskach teatrów. W 1915 roku przeniósł się do Chicago. 8 czerwca 1918 roku otrzymał obywatelstwo USA. W 1919 roku przeniósł się do Hollywood. W 1919 roku zadebiutował na ekranie rolą w filmie Romance and Arabella. 
Grał w wielu wybitnych produkcjach lat dwudziestych i trzydziestych. Jednak w 1936 roku doznał udaru mózgu, który zakończył jego karierę aktorską. 22 kwietnia 1937 roku został znaleziony martwy w swoim samochodzie na parkingu koło plaży w Santa Monica. Prawdopodobnie popełnił samobójstwo, strzelając sobie w głowę.

## Filmografia
- Upiór w operze (1925)
- Słowik hiszpański (1926)
- Kot i kanarek (1927)